# Cornelia de provinciis ordinandis
Cornelia de provinciis ordinandis va ser una llei romana de Luci Corneli Sul·la establerta potser l'any 81 aC que limitava el mandat d'un governador provincial a un any i donava l'administració de determinades províncies al senat romà.